# Disticha Catonis

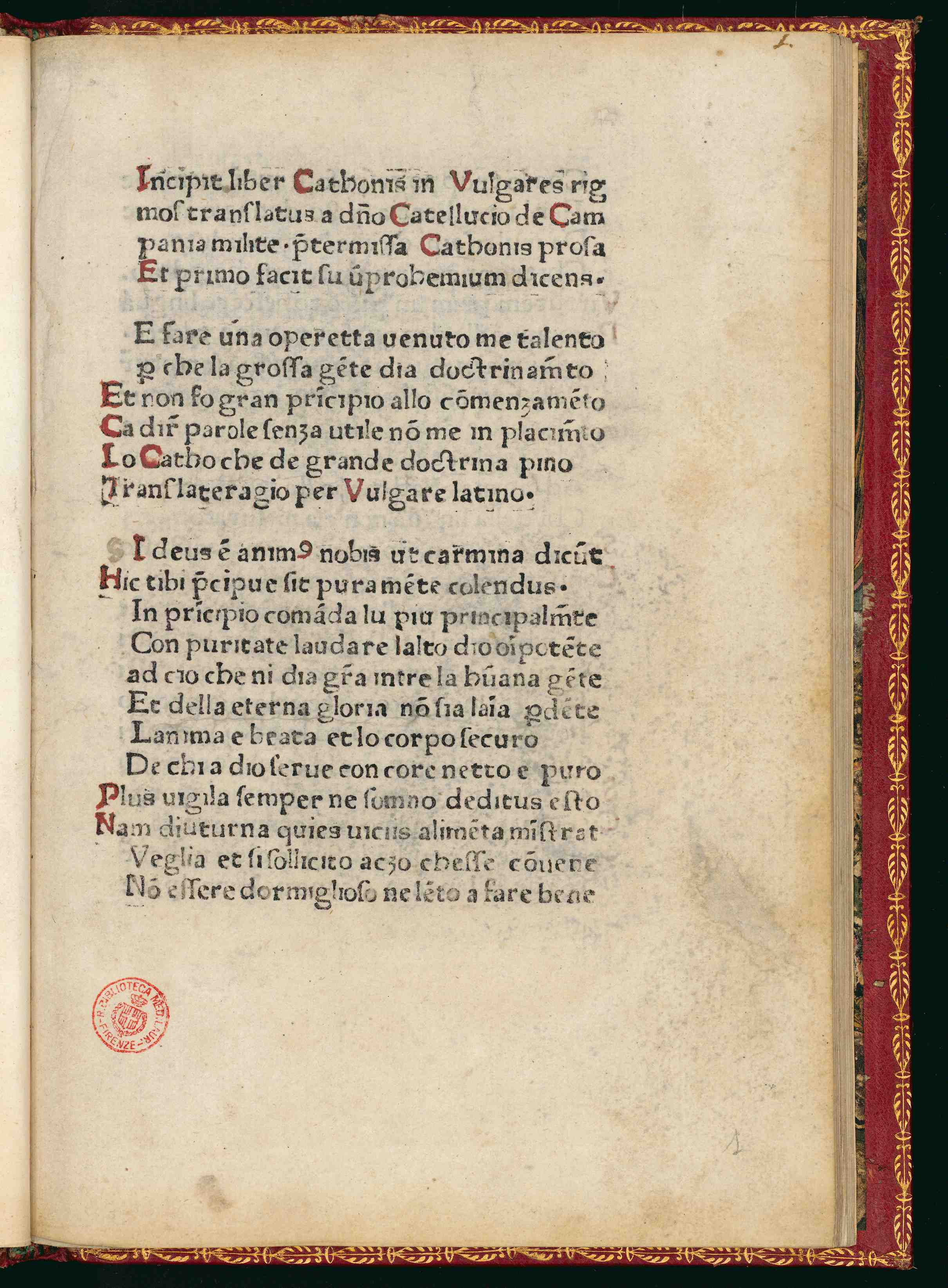
Der Beginn einer Ausgabe von 1475 der Disticha Catonis (Incipit liber Cathonis in vulgares)

Disticha Catonis („Distichen Catos“, früher auch Dicta Catonis „Sprüche Catos“) heißt eine lateinische Sammlung ethischer Vorschriften von unbekannter Autorschaft. Die Schrift stammt vermutlich aus dem späten dritten oder frühen vierten Jahrhundert. Ihr Titel schreibt sie dem älteren Cato zu; sein Name galt als Inbegriff moralischer Autorität.

## Aufbau und Inhalt
Das Werk besteht aus einer Prosaeinleitung, 57 kurzen Maximen (breves sententiae, wohl mittelalterlich, ebenfalls in Prosa) sowie vier Büchern moralischer Sinnsprüche in Hexameterpaaren. Die Sprüche propagieren häufig Bescheidenheit, Geduld und Langmut; ihr Tenor ist klar unpolitisch.

## Überlieferung und Fortwirken
Aufgrund ihrer großen Beliebtheit im Mittelalter sowie ihrer Verwendung im lateinischen Elementarunterricht haben die Disticha in zahlreichen Handschriften das Mittelalter überdauert. Frühe Ausgaben stammen von Erasmus von Rotterdam (Löwen 1517) und Joseph Justus Scaliger (Leiden 1598). Sie waren im Mittelalter und in der Neuzeit bis ins 19. Jahrhundert enorm verbreitete Schullektüre und wurden sowohl zum Erwerb der lateinischen Sprache als auch zur moralischen „Grundausbildung“ verwandt. Es gab Übersetzungen in die meisten europäischen Sprachen (ins Deutsche seit dem 13. Jahrhundert), sowie auch Umdichtungen, Kommentierungen und Erweiterungen. Noch 1735 übersetzte Benjamin Franklin sie ins Englische.

## Textausgabe
- Disticha Catonis. Recensuit et apparatu critico instruxit Marcus Boas. Opus post Marci Boas mortem edendum curavit Henricus Johannes Botschuyver. North-Holland Publishing Company, Amsterdam 1952 (Maßgebliche kritische Ausgabe).